# ورلدویو-۴
ورلدویو-۴ (انگلیسی: WorldView-4) با نام پیشین ژئوآی-۲ (GeoEye-2) نسل سوم ماهواره‌های تجاری دیدبانی زمین است که در ۱۱ نوامبر ۲۰۱۶ به فضا پرتاب شد. مدیریت این ماهواره بر عهده شرکت دیجیتال گلوب است. تصاویر ورلدویو-۴ با تفکیک‌پذیری ۳۱ سانتی‌متری، دارای بیشترین وضوح تصویری در بین ماهواره‌های تجاری در زمان پرتاب خواهد بود و محدودیت ۵۰ سانتی‌متری اعمال‌شده توسط دولت ایالات متحده آمریکا بر ماهواره‌های پیشین را نخواهد داشت.

## تلسکوپ ماهواره
تلسکوپ این ماهواره توسط شرکت آی‌تی‌تی طراحی و ساخته شده‌است.
آینه این تلسکوپ ۱٫۱ متر قطر دارد. طراحی این سنجنده به نحوی صورت گرفته که این سنجنده توانایی اخذ تصاویر سیاه‌وسفید با رزولوشن ۳۱ سانتی‌متر و تصاویر چند طیفی با رزولوشن ۱۲۴ سانتی‌متر را دارد.